# 破損的耳朵

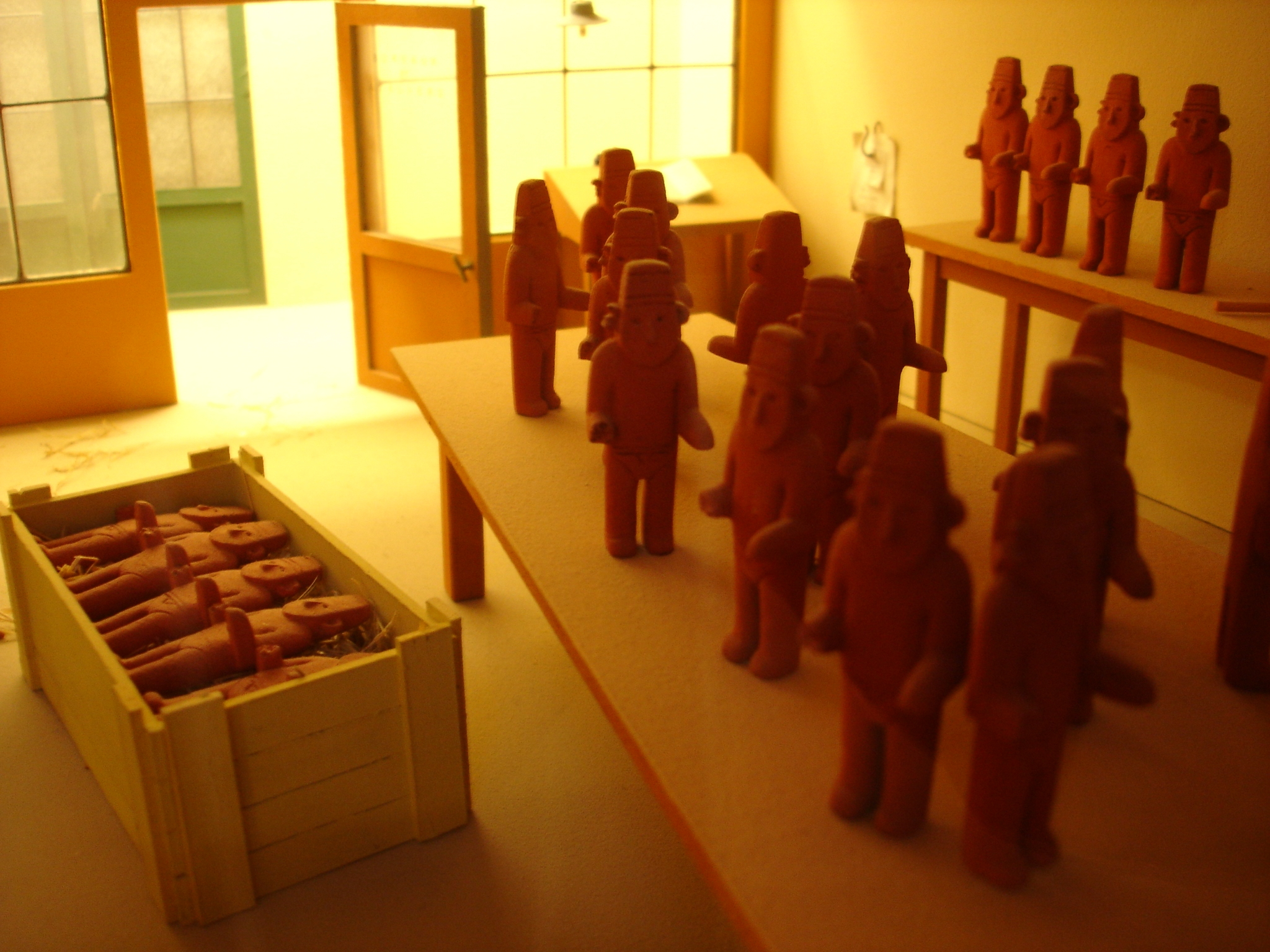
破损的耳朵

破損的耳朵（法語:：L'Oreille cassée；英語：The Broken Ear）是丁丁歷險記的第六部作品。作者是比利時漫畫家埃爾熱。本作品於1935年到1937年期間在比利時報紙二十世紀小伙伴上連載。1937年集結成冊出版，1943年出版彩色版。此次故事的舞台是在南美。該故事的內容被認為可能影射了查科戰爭。

## 故事簡介
博物館內一個神像被竊後竟重歸原位。聰明的丁丁很快就發現重現的神像是假的，涉案的雕刻家更被謀殺！究竟盜竊案和謀殺案有甚麼關連？為了追查原委，丁丁首次踏足南美，深入危機四伏的熱帶雨林，找尋最兇惡的部落，無端捲入軍閥鬥爭之中。丁丁這次歷險使讀者體會到，軍閥鬥爭比熱帶雨林更險，金錢比野蠻部落更惡的殘酷現實……